# 南林交龙泉寺
南林交龙泉寺，位于山西省临汾市曲沃县北董乡南林交村。
1987年8月，龙泉寺公布为曲沃县文物保护单位。2013年3月5日，南林交龙泉寺公布为第七批全国重点文物保护单位。